# Слончак Ніна Миколаївна
Ніна Миколаївна Слончак (20 лютого 1939, Васильків — 5 червня 2011, Київ) — український історик та архівіст. Директор Центрального державного кінофотофоноархіву України імені Г. С. Пшеничного (1990—2003). Член редколегії журналу «Архіви України» (1983—1992). Заслужений працівник культури України.

## Життєпис
Народилася 20 лютого 1939 року у місті Васильків на Київщині. Закінчила з відзнакою історико-філософський факультет Київського державного університету імені Т. Г. Шевченка.
Ніна Миколаївна Слончак понад сорок років присвятила роботі у  Центральному державному кінофотофоноархіві України імені Г. С. Пшеничного, де пройшла шлях від молодшого наукового співробітника до директора архіву  (1990 - 2003 рр.).  Як один із провідних фахівців архівної справи, вона постійно залучалася до вирішення теоретичних і науково-методичних питань у роботі з аудіовізуальними документами науково-архівного фонду.
Вона була укладачем низки видань анотованих каталогів кінодокументів, два з яких вийшли за її редакцією, упорядником фотодокументів багатьох документальних видань, серед яких: «Історія міст і сіл Української РСР. Київська область» (1971), «Советская
Украина в годы Великой Отечественной войны 1941—1945 гг.» (1980), «Уряди України у ХХ ст.» (2001), «Нариси з історії політичного терору
і тероризму в Україні у ХІХ–ХХ ст.» (2002) та ін.
Опублікувала низку статей і повідомлень з питань теорії та практики архівної справи, оглядів та добірок документів; постійно виступала на численних конференціях, нарадах та семінарах архівістів.
Померла 5 червня 2011 року в Києві.

## Праці
- Центральний державний кінофотофоноархів України імені Г. С. Пшеничного: скарбниця історії / Ніна. Слончак // Студії з архівної справи та документознавства. — 2002. — Т. 8. — С. 281—287[3].
- З досвіду створення іменного каталогу на фотодокументи в ЦДАКФФД УРСР/Н. М. Слончак // Архіви України. — 1974. — № 1. — С. 39–41;
- Роль ЦДАКФФД УРСР як республіканського науково-методичного центру у поліпшенні роботи держархівів республіки з кінофотофонодокументами/Н. М. Слончак // Архіви України. — 1988. — № 3. — С. 19–25;
- Проблеми джерелознавчого та архівознавчого аналізу кінофотодокументів/Н. М. Слончак // Українське архівознавство: історія, сучасний стан та перспективи: Наукові допвовіді Всеукраїнської  конференції . — Ч. 1.  – К., 1997– С. 62–64;
- Відеодокументалістика — як історичне джерело/Н. М. Слончак // Спеціальні історичні дисципліни: питання теорії та методики. . — Число 5, Ч. 1.  – К., 2000– С. 322—325.
- Підготовка до видання анотованих каталогів кінодокументів у  ЦДКФФА України ім.  Г. С. Пшеничного/Н. М. Слончак // Спеціальні історичні дисципліни: питання теорії та методики. . — Число 6, Ч. 1.  – К., 2001– С. 352—354.

## Нагороди та відзнаки
- Почесна Грамота Президії Верховної Ради УРСР,
- Почесна Грамота Кабінету Міністрів України,
- Орден княгині Ольги ІІІ ступеня (2002)[4].
- Заслужений працівник культури України (1994 р.)